# Damalis achilles
Damalis achilles là một loài ruồi trong họ Asilidae. Damalis achilles được Londt miêu tả năm 1989. Loài này phân bố ở vùng nhiệt đới châu Phi.